# Eleccions legislatives turques de 1946

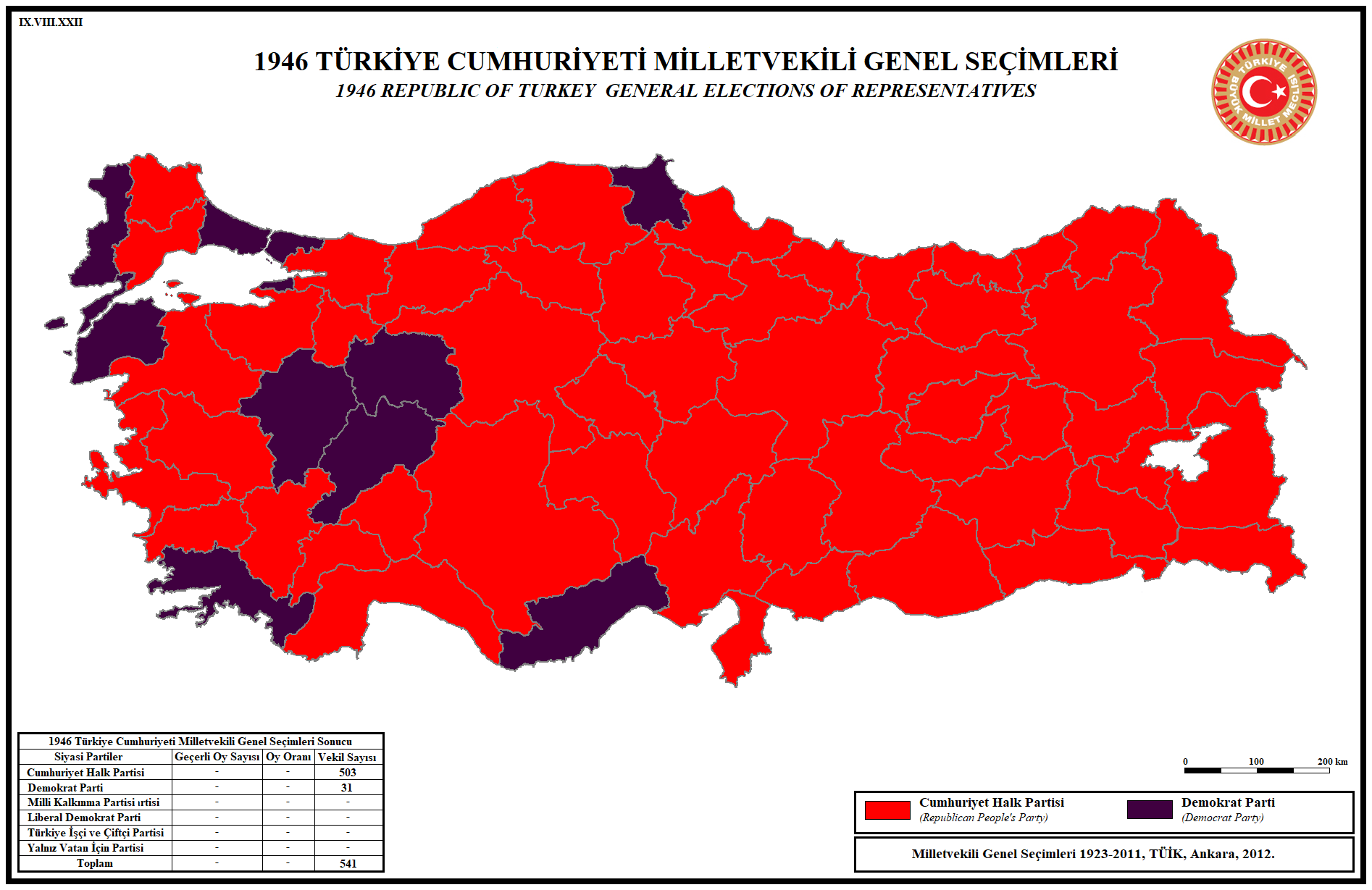
Mapa dels resultats de les eleccions.

Les eleccions legislatives turques de 1946 se celebraren el 21 de juliol de 1946 per a escollit els 465 diputats de la Gran Assemblea Nacional de Turquia. Foren les primeres eleccions pluralistes a Turquia. Va guanyar el Partit Republicà del Poble i el seu cap İsmet İnönü fou nomenat primer ministre de Turquia.

## Resultats
Resultats de les eleccions a l'Assemblea de Turquia de 21 de juliol de 1946.
| Partits                                              | Vots | Vots   | Vots | Escons | Escons |
| Partits                                              | No.  | %      | +− % | No.    | +−     |
| ---------------------------------------------------- | ---- | ------ | ---- | ------ | ------ |
| Partit Republicà del Poble (Cumhuriyet Halk Partisi) |      | 85     |      | 397    |        |
| Partit Demòcrata (Demokrat Partisi)                  |      | 13     |      | 61     |        |
| Independents                                         |      | 2      |      | 7      |        |
| Vots vàlids                                          |      | 100.00 |      | 465    |        |
| Vots nuls                                            |      |        |      |        |        |
| Electorat                                            |      |        |      |        |        |
| Participació                                         |      |        |      |        |        |
| - Fonts:                                             |      |        |      |        |        |